# Kanton Coucy-le-Château-Auffrique
Der Kanton Coucy-le-Château-Auffrique war von 1790 bis 2015 ein französischer Wahlkreis im Arrondissement Laon, im Département Aisne und in der Region Picardie; sein Hauptort war Coucy-le-Château-Auffrique. Die landesweiten Änderungen in der Zusammensetzung der Kantone brachten zum März 2015 seine Auflösung.
Der Kanton Coucy-le-Château-Auffrique war 244,58 km² groß und hatte 11.720 Einwohner (Stand 2012).

## Gemeinden
| Gemeinde                   | Einwohner | Postleitzahl | INSEE-Code |
| -------------------------- | --------- | ------------ | ---------- |
| Audignicourt               | 98        | 2300         | 02034      |
| Barisis-aux-Bois           | 669       | 2700         | 02049      |
| Besmé                      | 133       | 2300         | 02078      |
| Bichancourt                | 941       | 2300         | 02086      |
| Blérancourt                | 1.193     | 2300         | 02093      |
| Bourguignon-sous-Coucy     | 83        | 2300         | 02107      |
| Camelin                    | 424       | 2300         | 02140      |
| Champs                     | 275       | 2670         | 02159      |
| Coucy-le-Château-Auffrique | 995       | 2380         | 02217      |
| Coucy-la-Ville             | 176       | 2380         | 02219      |
| Crécy-au-Mont              | 290       | 2380         | 02236      |
| Folembray                  | 1.490     | 2670         | 02318      |
| Fresnes                    | 151       | 2380         | 02333      |
| Guny                       | 447       | 2300         | 02363      |
| Jumencourt                 | 119       | 2380         | 02395      |
| Landricourt                | 128       | 2380         | 02406      |
| Leuilly-sous-Coucy         | 418       | 2380         | 02423      |
| Manicamp                   | 344       | 2300         | 02456      |
| Pierremande                | 260       | 2300         | 02599      |
| Pont-Saint-Mard            | 179       | 2380         | 02616      |
| Quierzy                    | 335       | 2300         | 02631      |
| Quincy-Basse               | 68        | 2380         | 02632      |
| Saint-Aubin                | 273       | 2300         | 02671      |
| Saint-Paul-aux-Bois        | 364       | 2300         | 02686      |
| Selens                     | 209       | 2300         | 02704      |
| Septvaux                   | 202       | 2410         | 02707      |
| Trosly-Loire               | 621       | 2300         | 02750      |
| Vassens                    | 126       | 2290         | 02762      |
| Verneuil-sous-Coucy        | 135       | 2380         | 02786      |

## Einwohner
| Jahr | Einwohner |
| ---- | --------- |
| 1962 | 10.426    |
| 1968 | 11.116    |
| 1975 | 10.891    |
| 1982 | 11.064    |
| 1990 | 11.247    |
| 1999 | 11.146    |
| 2006 | 11.555    |
| 2011 | 11.750    |

## Politik
| Amtszeit  | Name               | Partei |
| --------- | ------------------ | ------ |
| 2001–2015 | Jean-Claude Dumont | PCF    |